# أولاد حادة (أولاد سيدي مسعود)
أولاد حادة هو دُوَّار يقع بجماعة سيدي حجاج واد حصار، إقليم مديونة، جهة الدار البيضاء سطات في المملكة المغربية. ينتمي الدوّار لمشيخة أولاد سيدي مسعود التي تضم 4 دواوير. يقدر عدد سكانه بـ 1981 نسمة حسب الإحصاء الرسمي للسكان والسكنى لسنة 2004.

## روابط خارجية
- البوابة الوطنية للجماعات الترابية
- المندوبية السامية للتخطيط